# Manuel Marques de Sousa (1°)
Manuel Marques de Sousa  (Rio Grande, 27 de fevereiro de 1743 — Rio de Janeiro, 22 de setembro de 1820) foi um militar brasileiro.
É o primeiro dos três centauros: pai de Manuel Marques de Sousa (2°) e avô de Manuel Marques de Sousa, conde de Porto Alegre.

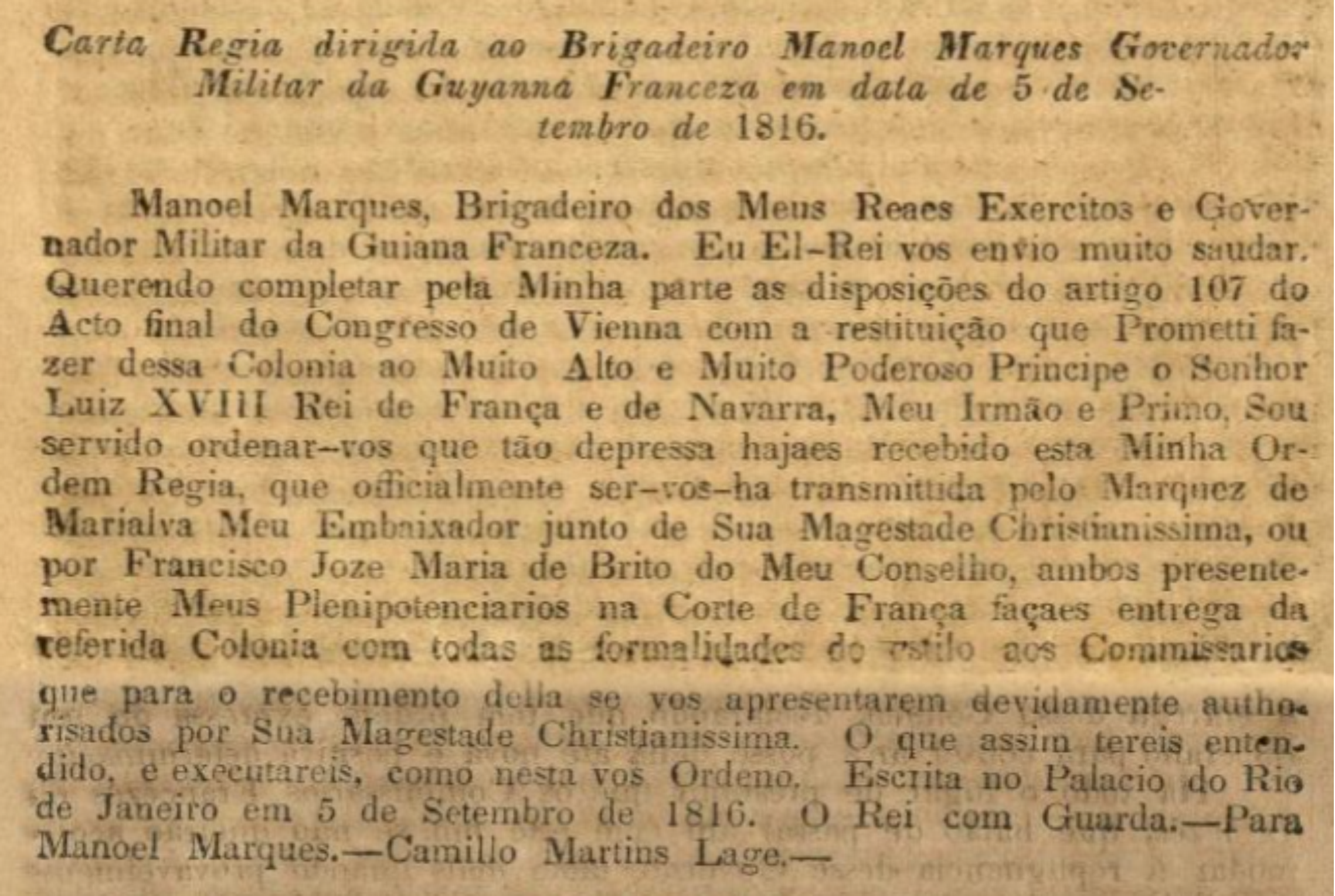
Documento de Dom João VI dirigido a Manoel Marques para executar a devolução da Guiana para a França em 1816.

Participou na defesa da província, quando da invasão das tropas espanholas, comandadas pelo general João de Vertier e Salcedo. Tenente, é citado como herói da expulsão dos espanhóis da vila de Rio Grande em 1º de abril de 1776, onde destacou-se no ataque ao forte da Trindade.
Declarada a Guerra entre Portugal e Espanha, em 1801, já marechal, organizou a defesa do Rio Grande do Sul. Em 1811, suas tropas lideraram a intervenção das forças luso-brasileiras na Banda Oriental (atual Uruguai) , comandada por D. Diogo de Sousa, conde de Rio Pardo.
Assumiu interinamente a presidência da província, em 22 de setembro de 1820, quando do pedido de licença do conde da Figueira. Foi mais tarde enviado à corte, pelo duque de Saldanha, João Carlos de Saldanha Oliveira e Daun, e acusado de tentativa de apoderar-se da capitania. No Rio de Janeiro, encontrou seu genro, Joaquim de Oliveira Alves, que pouco depois foi nomeado ministro da Guerra, mas não conseguiu auxílio. Amargurado, lá faleceu pouco depois.